# Rotherham
Rotherham (eller The Metropolitan Borough of Rotherham) er storbykommune og en del af  Sheffields storbyområde  (Sheffield urban area), Kommunen ligger det centrale England og har et indbyggertal (pr. 2011) på cirka 257.800. Byen ligger i grevskabet South Yorkshire i regionen Yorkshire and the Humber. Byen forbindes ofte med sin industri af jern- og stålprodukter. Rotherham ligger ved floden Don.
Rotherham er hjemby for fodboldklubben Rotherham United.
- Wikimedia Commons har flere filer relateret til Rotherham

53°25′33″N 01°21′27″V / 53.42583°N 1.35750°V